# Afterglow of Your Love
Afterglow of Your Love, noto anche come Afterglow e Afterglow (Of Your Love), è un brano musicale del gruppo rock britannico Small Faces, pubblicato su singolo il 7 marzo 1969 in Gran Bretagna. Si tratta dell'ultimo singolo della band, pubblicato dalla loro casa discografica senza l'autorizzazione dei membri del gruppo, che si sciolse di lì a poco.
Il 45 giri arrivò fino alla posizione numero 36 della Official Singles Chart. Originariamente, la canzone era inclusa nell'album Ogdens' Nut Gone Flake del 1968.

## Il brano
Nel marzo 1969 gli Small Faces si sciolsero ufficialmente, e Steve Marriott formò gli Humble Pie insieme a Peter Frampton e Greg Ridley.
Andrew Loog Oldham, proprietario della Immediate Records, pubblicò immediatamente Afterglow come singolo per capitalizzare al massimo sul nome della band. Ribattezzata Afterglow of Your Love, la canzone nella versione singolo è notevolmente differente rispetto alla versione su Ogdens' Nut Gone Flake, leggermente rallentata e senza l'introduzione acustica, ma con l'aggiunta di una lunga coda strumentale.

## Cover
- Daryl Braithwaite nell'ottobre 1977. Il singolo raggiunse la posizione numero 37 nella classifica Kent Music Report.[2]
- Quiet Riot nell'album Quiet Riot II (1978), ed in versione acustica in The Randy Rhoads Years (1993).
- Great White nel 1991 sull'album Hooked.
- Flo & Eddie nell'album Flo & Eddie del 1973.